# Raneck (Pass)
Das Raneck ist ein Gebirgspass im Ötschermassiv in Niederösterreich.

## Passstraße
Ausgehend von Gaming führt die Passstraße zunächst längs der Erlauf im Tal der Vorderen Tormäuern bis knapp vor den Ort Nestelberg. Ab hier beginnt der nicht ausgebaute Straßenabschnitt hinauf zur Passhöhe, der aber kaum Steigungen aufweist und daher leicht zu befahren ist. Die Passhöhe selbst liegt in Raneck, von wo eine asphaltierte Straße über Ötscherwiese und den Ort Lackenhof zurück in das Tal der Ois (Ybbs) führt.
Ahornpass •
Alpl •
Ammersattel •
Annaberg •
Arlberg •
Ascher •
Bielerhöhe •
Biermanstiegel •
Birkfelder Gschaid •
Bischofseck •
Bleiberger Sattel •
Bodingsattel •
Brenner •
Buchauer Sattel •
Buchener Höhe •
Dientner Sattel •
Dürrholzer Kreuz •
Eibeggsattel •
Erbsattel •
Eisentalhöhe •
Faschinajoch •
Feistritzsattel •
Fernpass •
Filzensattel •
Flattnitz •
Flexen •
Forsthof •
Furka •
Fuscher Törl •
Gaberl •
Gadenweit •
Gailberg •
Gangleithöhe •
Geiseben •
Gerichtsberg •
Gerlos •
Geschriebenstein •
Gollersattel •
Grattinger •
Grießenpass •
Griffner Berg •
Große Kripp •
Grubberg •
Grünbacher Sattel •
Pass Gschütt •
Hafnerberg •
Hahntennjoch •
Hals •
Haselrast •
Hebalm •
Hengstpass •
Hengstlsattel •
Hiaslegg •
Hirschegger Sattel •
Hocheggersattel •
Hochrindl •
Hochtannberg •
Hochtor •
Holzleitensattel •
Iselsberg •
Josefsberg •
Kaiserauer Sattel •
Kalte Kuchl •
Kartitscher Sattel •
Katschberg •
Kernhofer Gscheid •
Kerschbaumer Sattel •
Klachauer Höhe •
Klammhöhe •
Klammljoch •
Kleine Kripp •
Klippitztörl •
Klostertaler Gscheid •
Kraxenberg •
Kreuthsattel •
Kreuzberg •
Kühtai •
Lahnsattel •
Lienbachsattel •
Loibl •
Losenpass •
Luft •
Luscha •
Mendling •
Michelbühel •
Moarigrabensattel •
Nassfeld •
Neumarkter Sattel •
Niederalpl •
Norbertshöhe •
Nöringsattel •
Obdacher Sattel •
Oberjochpass •
Ochsattel •
Pack •
Paulitsch •
Perchauer Sattel •
Pfaffensattel •
Pfarralm •
Pielachtaler Gscheid •
Pillerhöhe •
Plöcken •
Pogusch •
Pölshals •
Pötschen • 
Präbichl •
Prebersattel •
Preiner Gscheid •
Prekowahöhe •
Pretalsattel • 
Promau •
Pyhrnpass •
Radlpass •
Radlingpass •
Radstädter Tauernpass •
Radstatthöhe •
Ramssattel •
Raneck •
Rechberg •
Reschen •
Riederberg •
Rohrer Sattel •
Sattler •
Saurüssel •
Schaidasattel •
Schanzsattel •
Scharflinger Höhe •
Schiestelscharte •
Schoberpass •
Schönfeldsattel •
Schwarze Sau •
Schwarzenbichl •
Seeberg •
Seefelder Sattel •
Semmering •
Kleiner Semmering •
Sieggrabener Sattel •
Silzer Sattel •
Soboth •
Sölkpass •
Sommertörl •
Staller Sattel •
Steirischer Seeberg •
Straßegg •
Teuchen •
Pass Thurn •
Timmelsjoch •
Triebener Tauern •
Turrach •
Ursprungpass •
Wechsel •
Weinebene •
Weißenbacher Sattel •
Wagrainer Höhe •
Windische Höhe •
Wurzen •
Zellerrain